# Richard Eichberg
Richard Eichberg (27 de octubre de 1888 – 8 de mayo de 1953) fue un director y productor cinematográfico de nacionalidad alemana.
Nacido en Berlín, Alemania, dirigió 87 filmes entre 1915 y 1949. También produjo 77 cintas desde 1915 a 1950.
Eichberg falleció en Múnich, Baviera. 

## Selección de su filmografía
- Der Fluch der Menschheit (1920)
- Hypnose (1920)
- Der Tanz auf dem Vulkan (1920)
- Im Rausche der Milliarden (1920)
- Ihre Hoheit die Tänzerin (1922)
- Night Birds (1930)
- Inspector of the Red Cars (1935)
- Der Tiger von Eschnapur (1938)
- Das indische Grabmal (1938)